# Echo (album Leony Lewis)
Echo – drugi album studyjny, brytyjskiej piosenkarki Leony Lewis.
Premiera albumu została zaplanowana na 16 listopada 2009 r. w Wielkiej Brytanii, a w Stanach Zjednoczonych na 17 listopada 2009 r.
Leona Lewis o albumie: „Nazwałam mój album Echo, gdyż echo oznacza ogromne, organiczne dźwięki. W trakcie procesu powstawania albumu współpracowałam z niesamowitymi kompozytorami i producentami, a moje muzyka przechodziła ewolucje. Jestem tak podekscytowana, że zrobiłam coś nowego”.

## Informacje
Produkcja albumu rozpoczęła się w lutym 2009 r., kiedy to Lewis rozpoczęła współpracę z producentem Ryanem Tedderem, który jest producentem hitu Bleeding Love nagranego na jej debiutancki album Spirit. W ciągu tygodniowej współpracy Teddera z Lewis, powstało dwa i pół piosenki. Justin Timberlake przyczynił się do produkcji oraz nagrał wokal do kilku piosenek. Został również producentem utworu Don’t Let Me Down, który został skomponowany przez Jamesa Funtleroya, będącego protegowanym Timbalanda. Utwór nagrano w Chalice Recording Studios. Jednak piosenka „Don’t Let Me Down” została wykradziona z komputera wytwórni Sony Music, która wspólnie z International Federation of the Phonographic Industry (IFPI) złożyła doniesienie na policję w sprawie kradzieży. W kwietniu 2009 r. Leona przebywała w Los Angeles, gdzie współpracowała z Timbalandem.
Dwie piosenki, My Hands i Heartbeat skomponowała Ina Wroldsen wraz z Arnthorem Birgissonem, który je także wyprodukował. Novel i John Shanks wyprodukowali jedną balladę i jeden utwór uptempo.
Duet Xenomania zajmujący się tworzeniem i produkcją utworów, skomponował 5 piosenek na album Lewis. Jedną z piosenek na albumie Echo skomponował piosenkarz Ne-Yo. Raperzy Jay-Z i will.I.Am poinformowali już współpracowali z Leoną Lewis nad balladą oraz utworem tanecznym.
Leona Lewis chciała również aby na jej drugim studyjnym albumie znalazły się utwory rockowe, dlatego z Chrisem Martinem i zespołem Coldplay pracowała nad rockowym charakterem albumu. Efektem tej współpracy jest kilka demo nagranych przez Coldplay dla piosenkarki. Pojawiła się również informacja o wspólnym nagraniu utworu z rockowym piosenkarzem Aqualung. Poza tym Lewis współpracowała z takimi artystami, jak: DJ Infamous, Claude Kelly, Kevin Rudolf, Toby Gad, The Script oraz Los Da Mystro.

## Single
- Pierwszym singlem promującym album została wybrana piosenka Happy. Premiera utworu odbyła się 6 września 2009 w BBC Radio 1 w trakcie programu The Radio 1 Chart Show[5]. W sprzedaży w Wielkiej Brytanii singel pojawi się 8 listopada 2009[5].
- 21 lutego 2010 roku wydany na digital download, a dzień później na CD single został drugi singel, „I Got You”. Po raz pierwszy został wykonany 2 listopada 2009 roku w Londynie w Hackney Empire[28].

## Lista utworów
Wersja światowa
1. „Happy”(Leona Lewis, Ryan Tedder, Evan Bogart) – 4:02
2. „I Got You” (Max Martin, Arnthor Birgisson, Savan Kotecha) – 3:45
3. „Can’t Breathe” (Lewis, Uriel Kadouch, Gavriel Aminov, Cheryline Lim, Keith Ross, Michael Malih, Lundon J. Knighten) – 4:14
4. „Brave”(Lewis, Andrew Frampton, Julian Bunetta, Kotecha), – 3:36
5. „Outta My Head” (Martin, Johan Karl Schuster, Kotecha) – 3:39
6. „My Hands” (Ina Wroldsen, Birgisson) – 4:12
7. „Love Letter”(Kevin Rudolf, J. Kasher) – 4:00
8. „Broken” (Lewis, John Shanks, Novel) – 4:03
9. „Naked” (Lewis, Kristian Lundin, Kotecha) – 3:49
10. „Stop Crying Your Heart Out” (Noel Gallagher, Steve Robson) – 4:08
11. „Don’t Let Me Down” (Lewis, Justin Timberlake, James Fauntleroy, Robin Tandross, Mike Elizondo, The Y’s) – 4:36
12. „Alive” (Lewis, Shanks, Danielle Brisebois) – 3:29
13. „Lost Then Found” (featuring OneRepublic) (Lewis, Tedder, Dan Muckala, Jess Cates, Lindy Robbins) – 4:05
14. „Stone Hearts & Hand Grenades” (ukryta ścieżka[a]) (Lewis, Bogart, Frampton, Bunetta) – 4:05

iTunes bonus tracks
1. „Fly Here Now” (Jeff Bhasker, Lewis) – 3:42

Japonia bonus tracks
1. „You Don’t Care” (Lewis, Tedder) – 4:04
2. „Let It Rain” (Lewis, Shanks, Danielle Brisebois) – 3:42
3. „Fly Here Now” (Jeff Bhasker, Lewis) – 3:42
4. „Happy” (Jason Nevind radio mix) – 4:24

Wersja północnoamerykańska
1. „Happy”(Leona Lewis, Ryan Tedder, Evan Bogart) – 4:02
2. „I Got You” (Max Martin, Arnthor Birgisson, Savan Kotecha) – 3:45
3. „Love Letter”(Kevin Rudolf, J. Kasher) – 4:00
4. „Can’t Breathe” (Lewis, Uriel Kadouch, Gavriel Aminov, Cheryline Lim, Keith Ross, Michael Malih, Lundon J. Knighten) – 4:14
5. „You Don’t Care” (Lewis, Tedder) – 4:04
6. „Outta My Head” (Martin, Johan Karl Schuster, Kotecha) – 3:39
7. „Brave”(Lewis, Andrew Frampton, Julian Bunetta, Kotecha), – 3:36
8. „My Hands” (Ina Wroldsen, Birgisson) – 4:12
9. „Alive” (Lewis, Shanks, Danielle Brisebois) – 3:29
10. „Don’t Let Me Down” (Lewis, Justin Timberlake, James Fauntleroy, Robin Tandross, Mike Elizondo, The Y’s) – 4:36
11. „Fly Here Now” (Jeff Bhasker, Lewis) – 3:42
12. „Broken” (Lewis, John Shanks, Novel) – 4:03
13. „Lost Then Found” (featuring OneRepublic) (Lewis, Tedder, Dan Muckala, Jess Cates, Lindy Robbins) – 4:05
14. „Stone Hearts & Hand Grenades” (ukryta ścieżka[a]) (Lewis, Bogart, Frampton, Bunetta) – 4:05

iTunes bonus tracks
1. „Naked” (Lewis, Kristian Lundin, Kotecha) – 3:49

## Sprzedaż i certyfikaty
| Kraj / Region     | Notowanie          | Najwyższa pozycja | Certyfikaty | Sprzedaż |
| ----------------- | ------------------ | ----------------- | ----------- | -------- |
| Australia         | ARIA               | 31                | –           | –        |
| Austria           | IFPI               | 7                 | –           | –        |
| Belgia            | IFPI               | 67                | –           | –        |
| Holandia          | Megacharts/NVPI    | 36                | –           | –        |
| Irlandia          | IRMA               | 2                 | –           | –        |
| Kanada            | ABPD               | 16                | –           | –        |
| Niemcy            | Media Control      | 12                | –           | –        |
| Nowa Zelandia     | RIANZ              | 26                | –           | –        |
| Szwajcaria        | Media Control      | 3                 | –           | –        |
| Włochy            | FIMI               | 37                | –           | –        |
| Wielka Brytania   | BPI/OCC            | 1                 | ZŁOTO       | 161 tys. |
| Stany Zjednoczone | Billboard 200      | 13                | –           | 68 413   |
| Europa            | IFPI               | 4                 | –           | –        |
| Świat             | Global Album Chart | 4                 | –           | 258 tys. |

### United World Chart
| Pozycja (Sprzedaż tygodniowa) | 4 (258 tys.) | 16 (130 tys.) | 18 (108 tys.) | 23 (111 tys.) | 16 (148 tys.) | 22 (127 tys.) | 22 (127 tys.) | - –       | - –       | - –       |
| Sprzedaż całkowita            | 258 tys.     | 388 tys.      | 496 tys.      | 607 tys.      | 755 tys.      | 882 tys.      | 1009 tys.     | 1010 tys. | 1010 tys. | 1010 tys. |

## Data wydania
| Kraj / Region     | Data              | Wytwórnia        | Format                                   |
| ----------------- | ----------------- | ---------------- | ---------------------------------------- |
| Filipiny          | 9 listopada 2009  | Sony Music       | CD                                       |
| Australia         | 13 listopada 2009 | Sony Music       |                                          |
| Holandia          | 13 listopada 2009 | Sony Music       | CD                                       |
| Niemcy            | 13 listopada 2009 | Sony Music       |                                          |
| Włochy            | 13 listopada 2009 | Sony Music       | CD, digital download                     |
| Szwajcaria        | 13 listopada 2009 | Sony Music       | CD, digital download (standard i deluxe) |
| Belgia            | 16 listopada 2009 | Sony Music       | CD, digital download (standard i deluxe) |
| Czechy            | 16 listopada 2009 | Sony Music       | CD, digital download (standard i deluxe) |
| Francja           | 16 listopada 2009 | Sony Music       | CD, digital download (standard i deluxe) |
| Grecja            | 16 listopada 2009 | Sony Music       | CD, digital download (standard i deluxe) |
| Hiszpania         | 16 listopada 2009 | Sony Music       | Digital download                         |
| Hongkong          | 16 listopada 2009 | Sony Music       | CD                                       |
| Irlandia          | 16 listopada 2009 | Sony Music       | CD, digital download                     |
| Luxemburg         | 16 listopada 2009 | Sony Music       | CD, digital download (standard i deluxe) |
| Norwegia          | 16 listopada 2009 | Sony Music       | CD, digital download (standard i deluxe) |
| Nowa Zelandia     | 16 listopada 2009 | Sony Music       | CD, digital download (standard i deluxe) |
| Polska            | 16 listopada 2009 | Sony Music       | CD, digital download (standard i deluxe) |
| Portugalia        | 16 listopada 2009 | Sony Music       | CD, digital download (standard i deluxe) |
| Singapur          | 16 listopada 2009 | Sony Music       | CD                                       |
| Wielka Brytania   | 16 listopada 2009 | Syco Music       | CD, digital download                     |
| Kanada            | 17 listopada 2009 | Sony Music       | CD                                       |
| Stany Zjednoczone | 17 listopada 2009 | J Records        | CD                                       |
| Dania             | 18 listopada 2009 | Sony Music       | CD                                       |
| Finlandia         | 18 listopada 2009 | Sony Music       | CD                                       |
| Szwecja           | 18 listopada 2009 | Sony Music       | CD                                       |
| Japonia           | 25 listopada 2009 | Sony Music Japan | CD                                       |
| Japonia           | 25 listopada 2009 | Sony Music Japan | CD + DVD                                 |